# El otro gallo
El otro gallo (1982) es un relato del escritor boliviano Jorge Suárez que cuenta la historia de Luis Padilla Sibauti, también conocido como "El Bandido de la Sierra Negra". El año 2011 el Ministerio de Culturas y Turismo del Estado boliviano declaró a esta obra como una de las 15 novelas fundamentales de Bolivia.

## Argumento
Si bien el relato está compuesto por varios hilos narrativos, resalta el que se desarrolla en una cabaña, en donde los personajes don Carmelo, el profesor Saucedo y Benicia se reúnen para escuchar las aventuras que relata Luis Padilla Sibauti, autodenominado el Bandido de la Sierra Negra. Como apunta el crítico boliviano Luis H. Antezana, se trata de un texto cuyo personaje "pertenece a la estirpe de los héroes rebeldes, esos sujetos de leyenda que, más allá de la inmediata realidad, se las arreglan para vivir en la memoria popular”.  El padre de Luis Padilla Sibauti había sido otro rebelde, conocido simplemente como "el Bandido", quien fue muerto a traición. Entonces, el protagonista, siendo todavía un niño, decide perpetuar el recuerdo de su padre convirtiéndose él mismo en otro rebelde. El muchacho copia su nombre de la película española titulada El Bandido de la Sierra, de 1927.
 

Al Bandido le gustaba el cine. El pequeño ayudaba a su madre a vender gelatinas de pata en el Mercado Nuevo, de la ciudad de Santa Cruz de la Sierra, mientras ella le recomendaba que nunca siguiera los pasos de su padre. Pero al niño le atraía la magia de las películas y los fines de semana, cuando no iba al mercado con su progenitora, se colaba al cine Victoria, en donde contemplaba las maravillosas aventuras de Jorge Negrete, Búfalo Bill, Chaplin y Pancho Villa. Así aprendió el poder de la fantasía y descubrió que "“la vida está hecha de imaginaciones. Y las imaginaciones, de charla.” Se convirtió en un gran orador e hizo de las palabras sus principales herramientas en el mundo de los forajidos. 
“Eran sus palabras —las palabras que había aprendido a musitar en los soliloquios de su infancia— que se transformaban de pronto en afilados cuchillos, en fulgurantes pistolones o en sorpresivas mutaciones del paisaje.”